# Missões diplomáticas do Vietnã

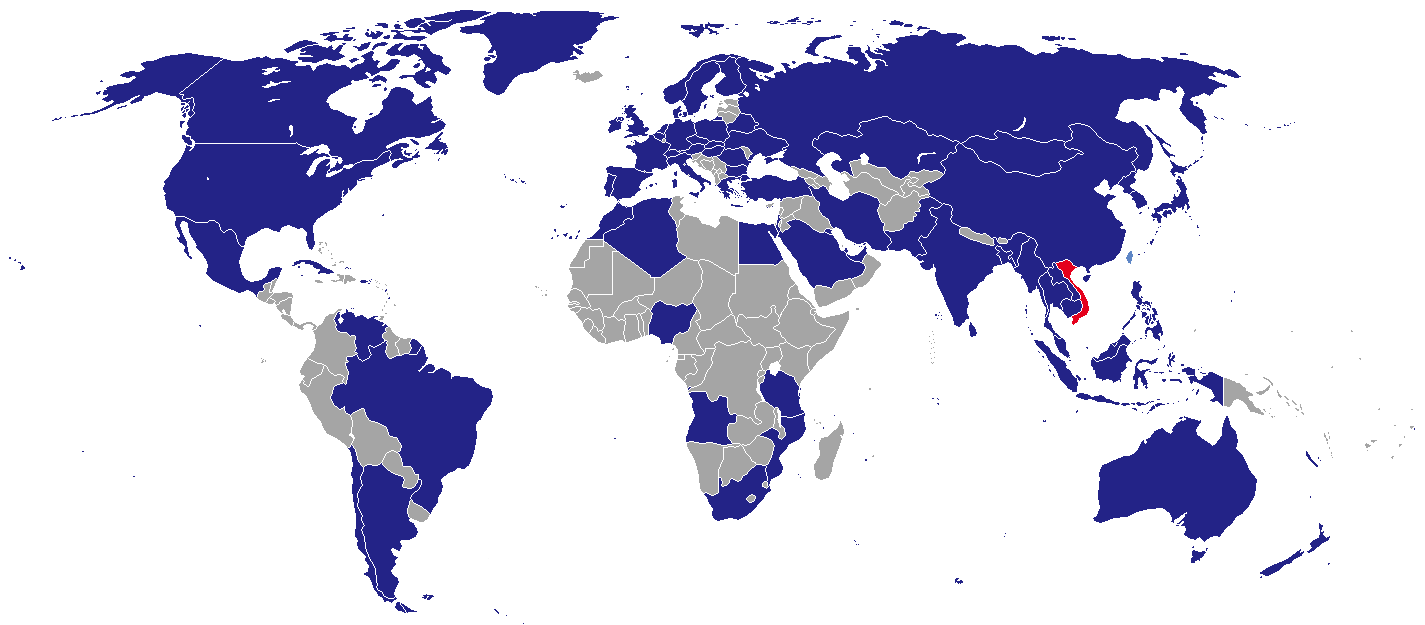
Mapa das missões diplomáticas do Vietnã.

Abaixo se encontram as embaixadas e consulados do Vietnã, exceto os consulados honorários:

## Europa

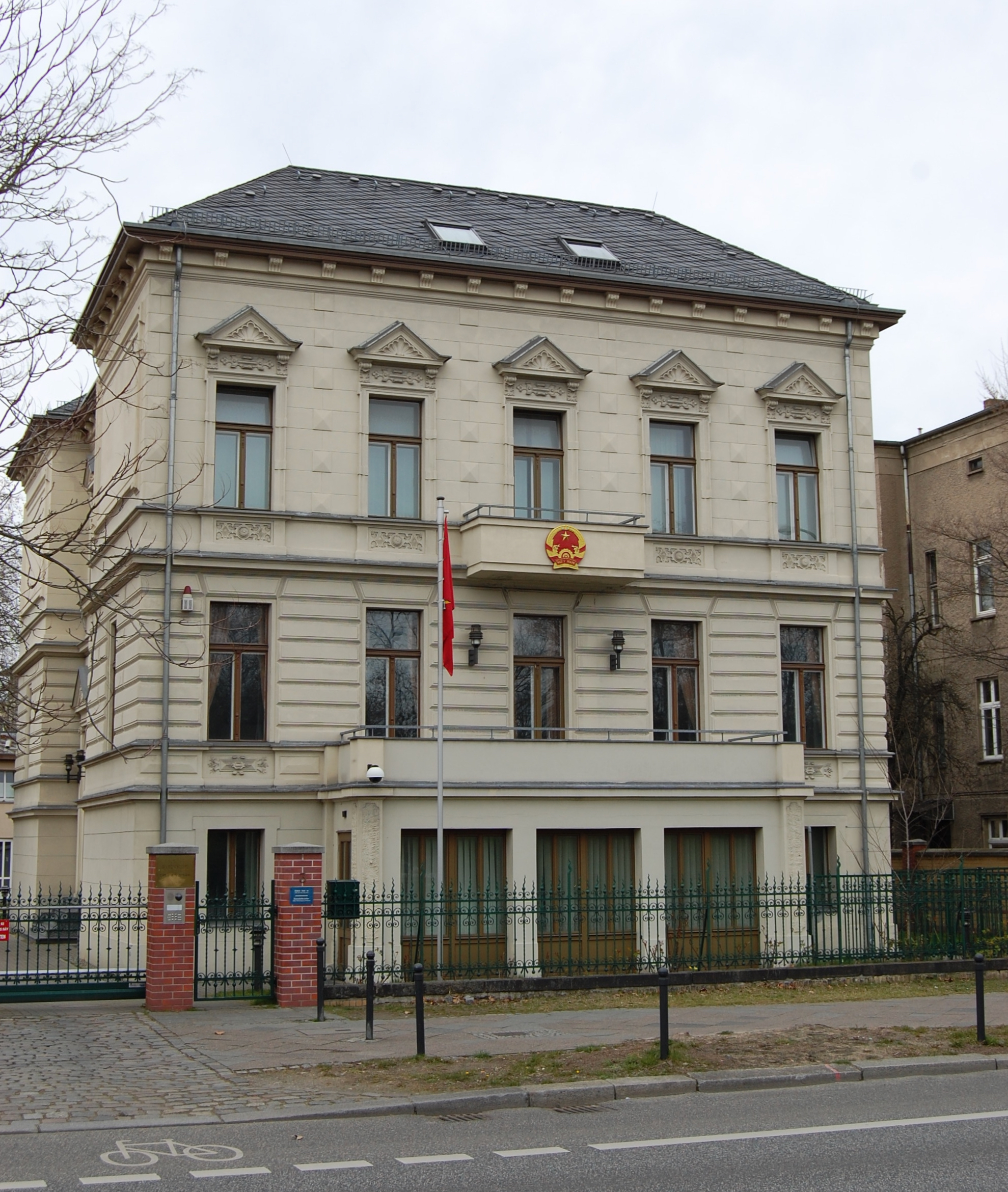
Embaixada do Vietnã em Berlim.

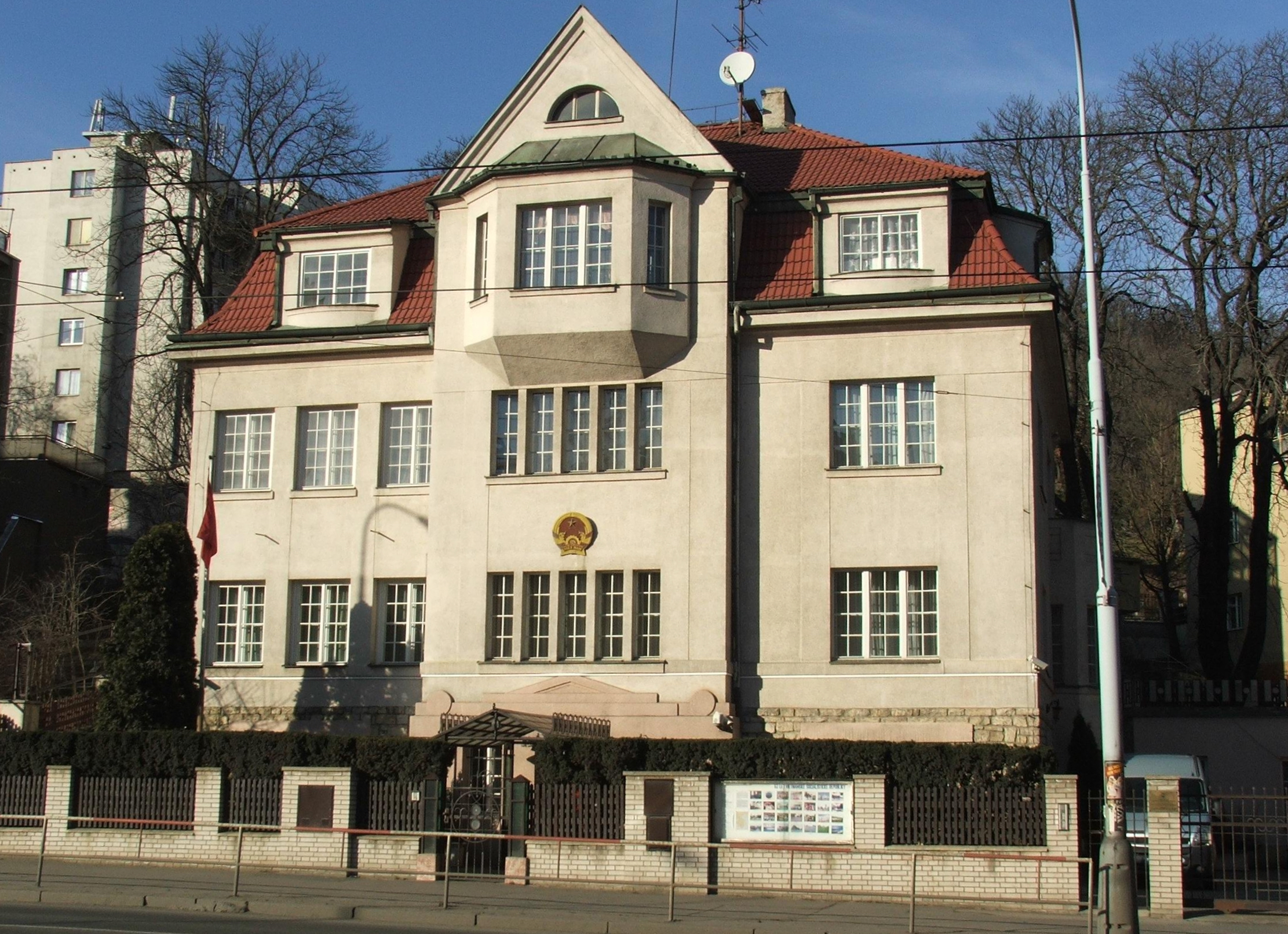
Embaixada do Vietnã em Praga.

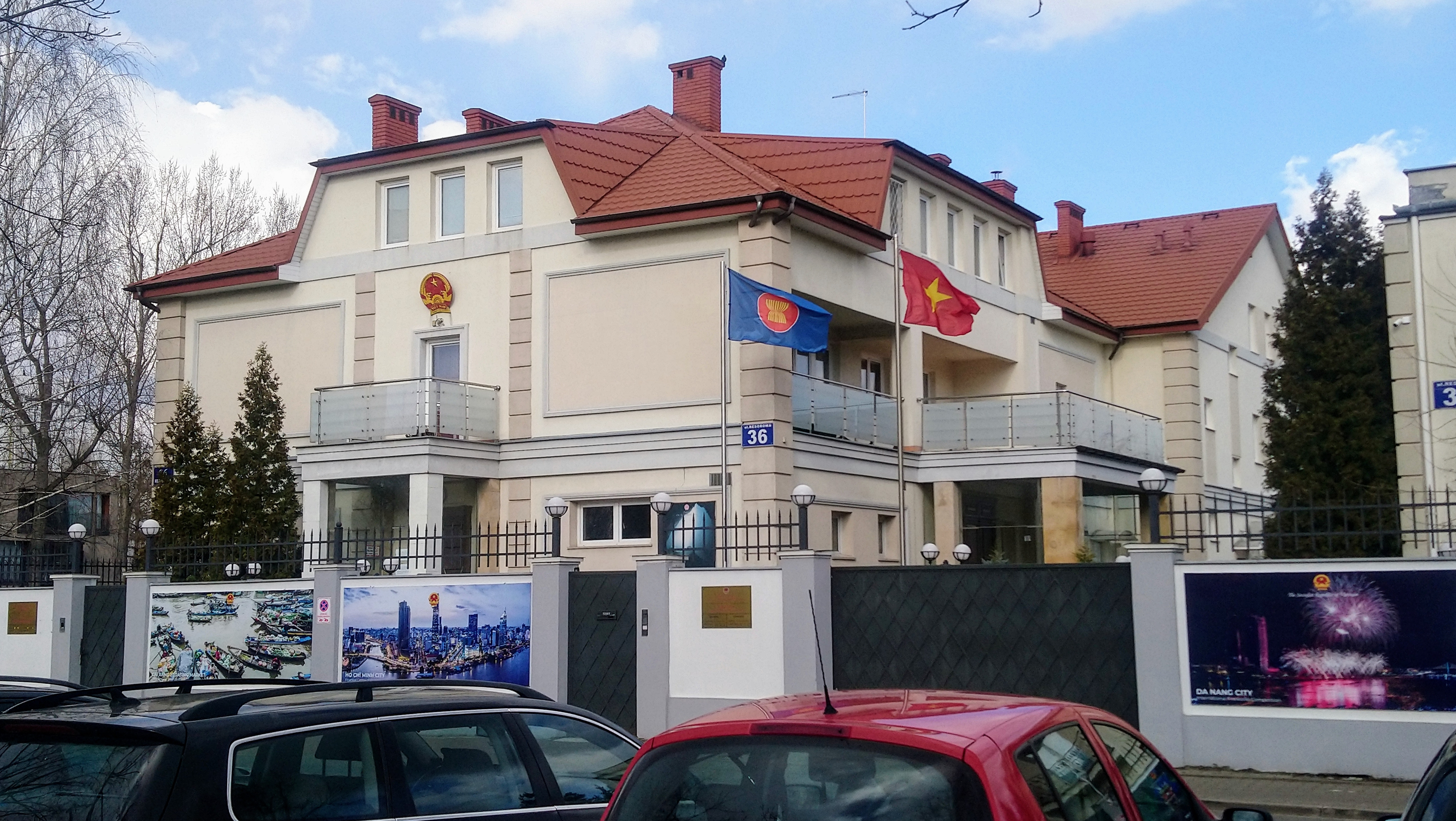
Embaixada do Vietnã em Varsóvia.

- Alemanha
  - Berlim (Embaixada)
  - Frankfurt (Consulado-Geral)
- Áustria
  - Viena (Embaixada)
- Bélgica
  - Bruxelas (Embaixada)
- Bielorrússia
  - Minsk (Embaixada)
- Bulgária
  - Sofia (Embaixada)
- Dinamarca
  - Copenhague (Embaixada)
- Espanha
  - Madrid (Embaixada)
- Finlândia
  - Helsinque (Embaixada)
- França
  - Paris (Embaixada)
- Hungria
  - Budapeste (Embaixada)
- Itália
  - Roma (Embaixada)
- Países Baixos
  - Haia (Embaixada)
- Polónia
  - Varsóvia (Embaixada)
- Reino Unido
  - Londres (Embaixada)
- Chéquia
  - Praga (Embaixada)
- Roménia
  - Bucareste (Embaixada)
- Rússia
  - Moscou (Embaixada)
  - Ecaterimburgo (Consulado-Geral)
  - Vladivostok (Consulado-Geral)
- Suécia
  - Estocolmo (Embaixada)
- Suíça 
  - Berna (Embaixada)
- Ucrânia
  - Kiev (Embaixada)

## América

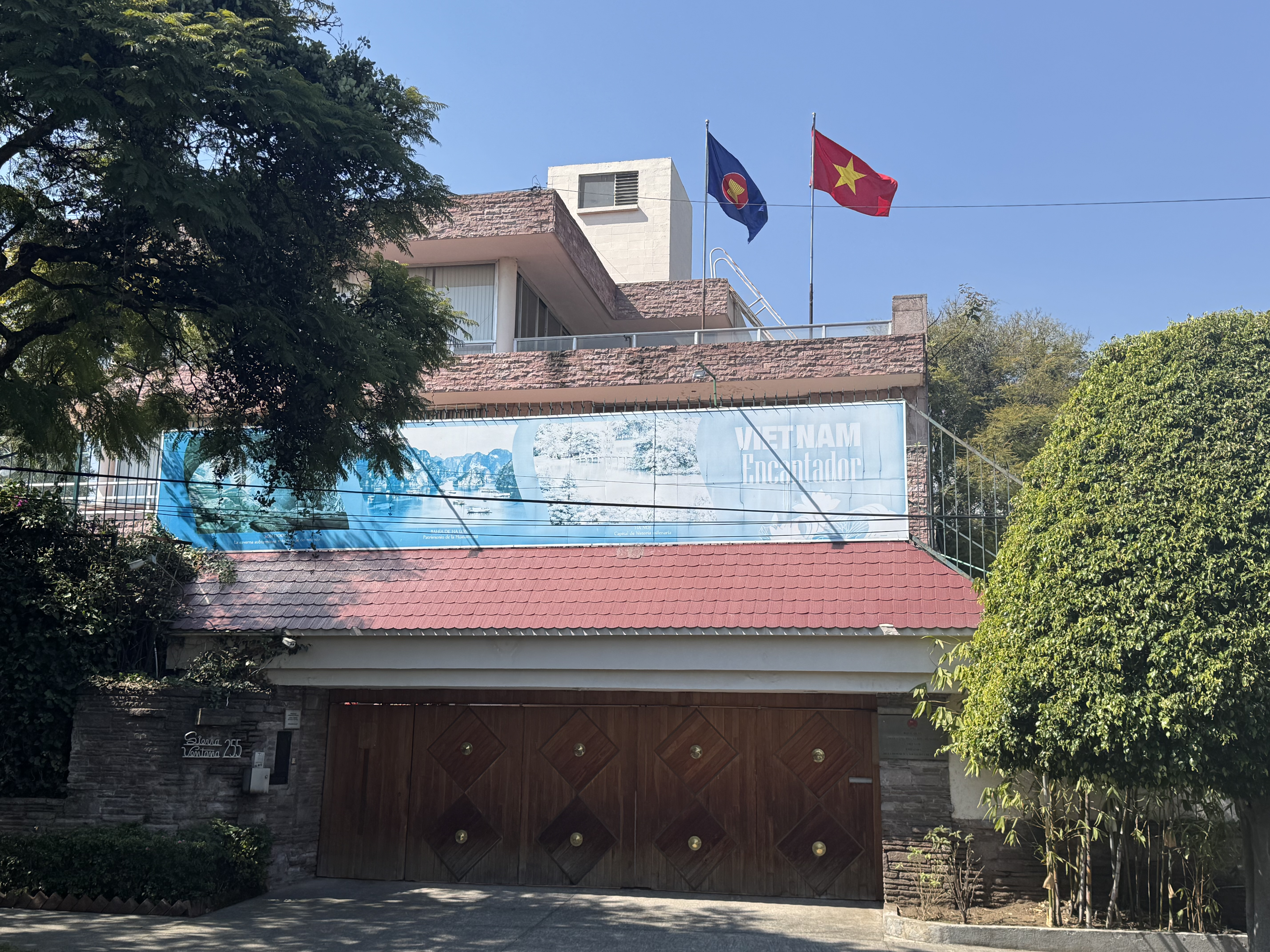
Embaixada do Vietnã na Cidade do México.

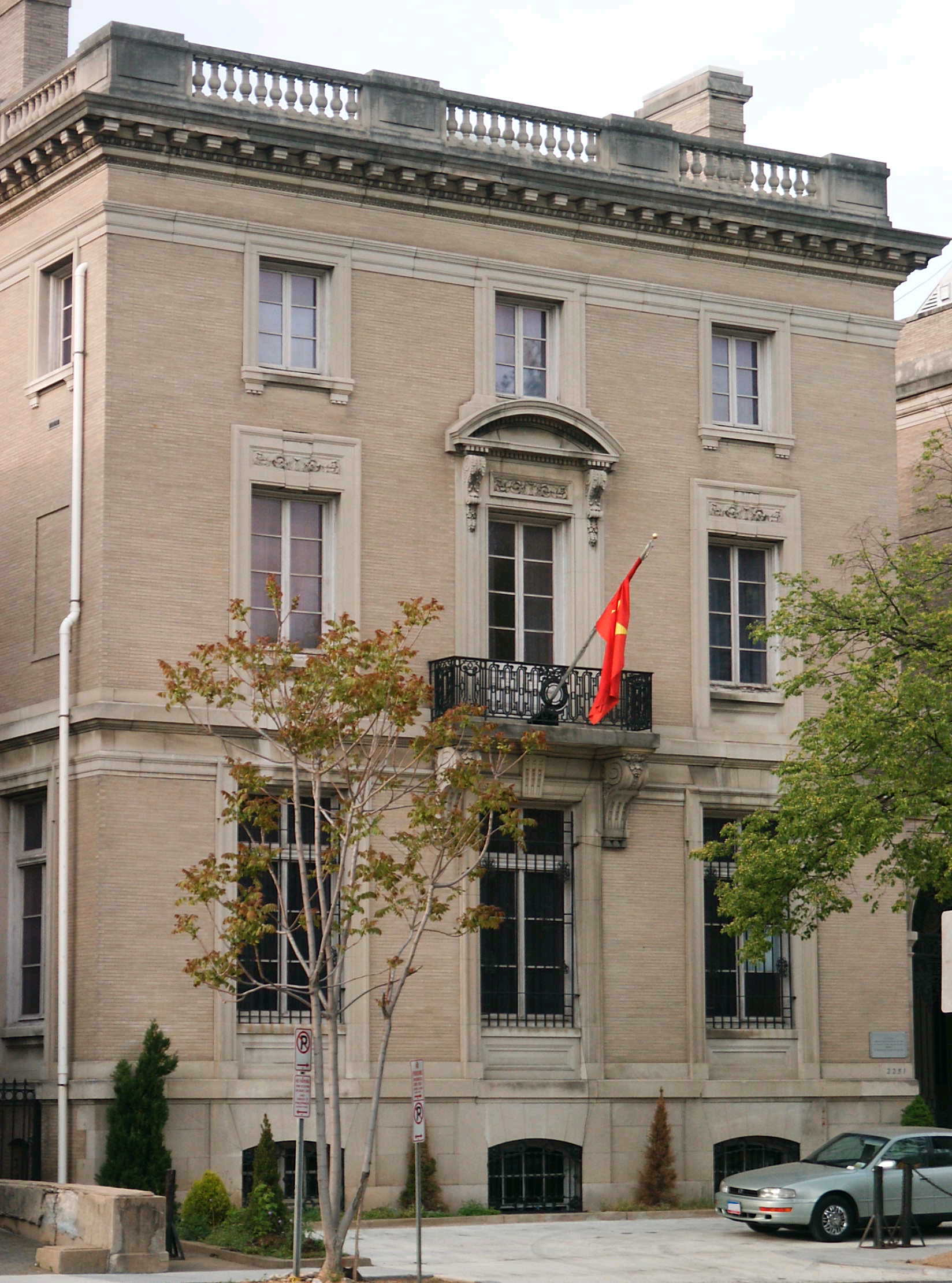
Embaixada do Vietnã em Washington, D.C.

- Argentina
  - Buenos Aires (Embaixada)
- Brasil
  - Brasília (Embaixada)
- Canadá
  - Ottawa (Embaixada)
- Chile
  - Santiago (Embaixada)
- Cuba
  - Havana (Embaixada)
- Estados Unidos
  - Washington, D.C. (Embaixada)
  - São Francisco (Consulado-Geral)
- México
  - Cidade do México (Embaixada)
- Panamá
  - Cidade do Panamá (Embaixada)
- Venezuela
  - Caracas (Embaixada)

## Oriente Médio
- Arábia Saudita
  - Riade (Embaixada)
- Emirados Árabes Unidos
  - Abu Dhabi (Embaixada)
- Irão
  - Teerã (Embaixada)
- Iraque
  - Bagdá (Embaixada)
- Kuwait
  - Kuwait (Embaixada)
- Catar
  - Doha (Embaixada)
- Turquia
  - Ancara (Embaixada)

## África
- Angola
  - Luanda (Embaixada)
- Argélia
  - Argel (Embaixada)
- Egito
  - Cairo (Embaixada)
- Líbia
  - Trípoli (Embaixada)
- Marrocos
  - Rabat (Embaixada)
- Moçambique
  - Maputo (Embaixada)
- África do Sul
  - Pretória (Embaixada)
- Tanzânia
  - Dar es Salaam (Consulado-Geral)

## Ásia

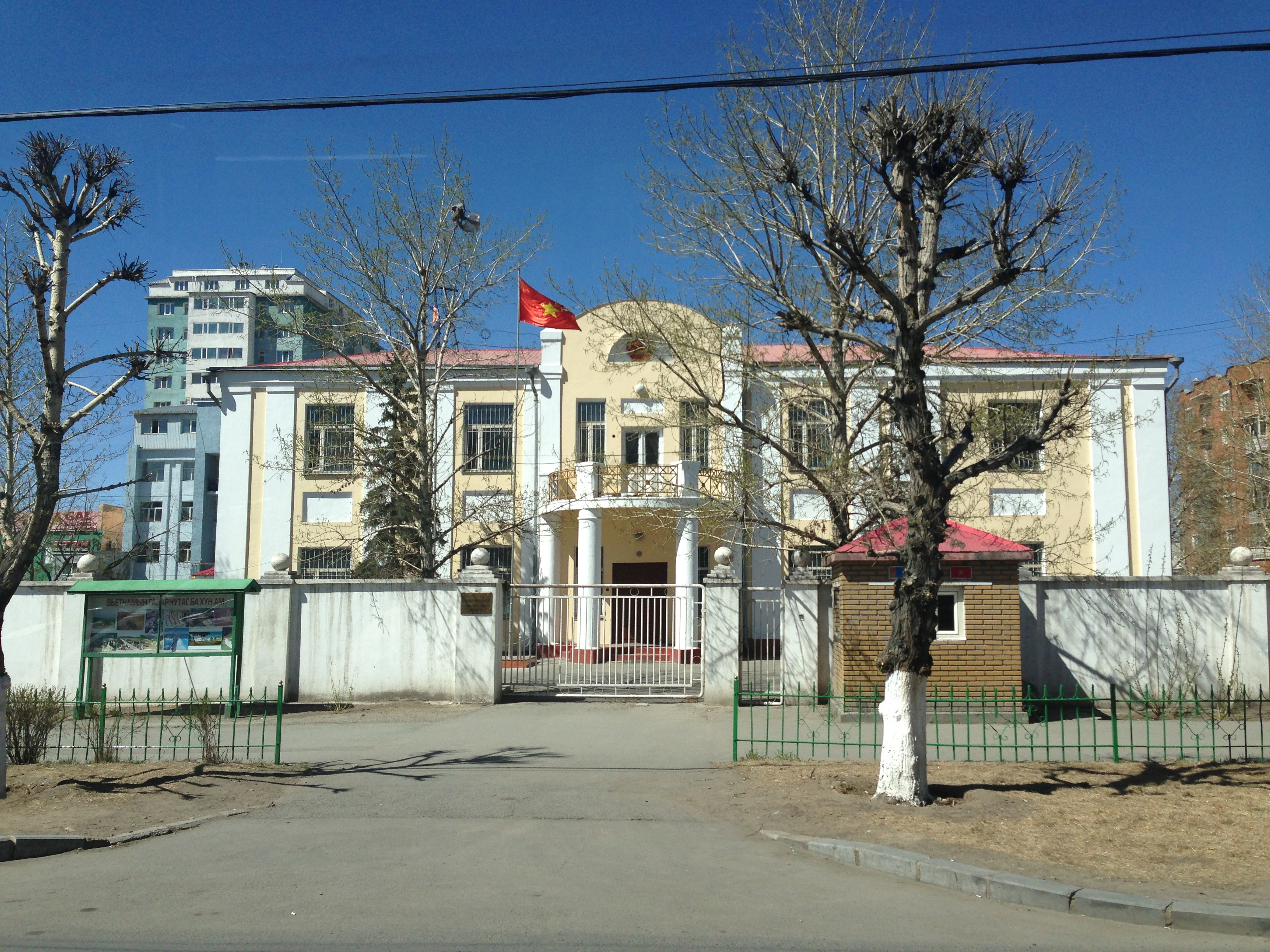
Embaixada do Vietnã em Ulan Bator

- Bangladesh
  - Daca (Embaixada)
- Brunei
  - Bandar Seri Begawan (Embaixada)
- Camboja
  - Phnom Penh (Embaixada)
  - Battambang (Consulado-Geral)
  - Sihanoukville (Consulado-Geral)
- China
  - Pequim (Embaixada)
  - Cantão (Consulado-Geral)
  - Hong Kong (Consulado-Geral)
  - Kunming (Consulado-Geral)
  - Nanning (Consulado-Geral)
- Coreia do Norte
  - Pyongyang (Embaixada)
- Coreia do Sul
  - Seul (Embaixada)
- Filipinas
  - Manila (Embaixada)
- Índia
  - Nova Deli (Embaixada)
  - Bombaim (Consulado-Geral)
- Indonésia
  - Jacarta (Embaixada)
- Japão
  - Tóquio (Embaixada)
  - Osaka (Consulado-Geral)
- Laos
  - Vienciana (Embaixada)
  - Pakxe (Consulado-Geral)
  - Savannakhet (Consulado-Geral)
- Malásia
  - Kuala Lumpur (Embaixada)
- Mongólia
  - Ulaanbaatar (Embaixada)
- Myanmar
  - Yangon (Embaixada)
- Paquistão
  - Islamabad (Embaixada)
- Singapura
  - Singapura (Embaixada)
- Tailândia
  - Banguecoque (Embaixada)
  - Khon Kaen (Consulado-Geral)
- Taiwan
  - Taipei (Centro Cultural)
- Uzbequistão
  - Tashkent (Embaixada)

## Oceania
- Austrália
  - Camberra (Embaixada)
  - Sydney (Consulado-Geral)
- Nova Zelândia
  - Wellington (Embaixada)

## Organizações Multilaterais
- Bruxelas (Missão Permanente do Vietnã ante a União Europeia)
- Genebra (Missão Permanente do Vietnã ante as Nações Unidas e outras organizações internacionais)
- Nova Iorque (Missão Permanente do Vietnã ante as Nações Unidas)
- Paris (Missão Permanente do Vietnã ante a Unesco)
- Roma (Missão Permanente do Vietnã ante a Organização das Nações Unidas para Agricultura e Alimentação)
- Viena (Missão Permanente do Vietnã ante as Nações Unidas)
- Jacarta (Missão Permanente do Vietnã ante a Associação de Nações do Sudeste Asiático)